# Дурмаз, Элиас
Элиас Дурмаз (швед. Elias Durmaz; род. 21 апреля 2000) — шведский футболист, полузащитник «Генчлербирлиги».

## Клубная карьера
Является воспитанником «Форварда», где начал заниматься в четырёхлетнем возрасте. В 2015 году был переведён в первую команду клуба, за которую впервые сыграл 12 сентября в матче первого дивизиона с «Васалундом». Осенью 2015 года ездил на просмотр в итальянскую «Аталанту», а год спустя во французскую «Тулузу».
В декабре 2016 года перешёл в «Хаммарбю», где присоединился к юношеской команде. В апреле следующего года впервые попал в заявку основной команды на матч чемпионата с «Гётеборгом», но на поле не появился. Осенью принял участие в двух матчах юношеской лиги УЕФА с нидерландским «Аяксом».
8 января 2019 года стал игроком «Сюриански», с которой заключил контракт, рассчитанный на два года. В первом сезоне принял участие в 11 матчах Суперэттана, в которых не отметился результативными действиями. В мае 2020 года покинул клуб из Сёдертелье, из-за финансовых проблем переведённый во второй шведский дивизион, и перешёл в «Васалунд». По итогам сезона вместе с клубом вышел в Суперэттан. Спустя год, клуб вернулся в первый дивизион. В 2022 году Дурмаз забил 15 мячей и 12 результативных передач в 28 матчах первого дивизиона. После этого интерес к нему обозначили ряд шведских клубов и датский «Оденсе».
В декабре 2022 года перешёл в АИК, с которым подписал четырёхлетнее соглашение. Первую игру за новый клуб провёл 26 февраля 2023 года в матче группового этапа кубка страны с «Эстерсундом», появившись на поле в середине второго тайма. 2 апреля того же года дебютировал в чемпионате Швеции, заменив на 77-й минуте игры с «Хальмстадом» Александра Фессхаи.

## Личная жизнь
Старший брат, Джимми, также профессиональный футболист, выступал за национальную сборную Швеции.

## Клубная статистика
| Выступление      | Выступление      | Выступление      | Лига | Лига | Кубки | Кубки | Конт. кубки | Конт. кубки | Итого | Итого |
| Клуб             | Лига             | Сезон            | Игры | Голы | Игры  | Голы  | Игры        | Голы        | Игры  | Голы  |
| ---------------- | ---------------- | ---------------- | ---- | ---- | ----- | ----- | ----------- | ----------- | ----- | ----- |
| Клуби-04         | Юккёнен          | 2021             | 3    | 0    | 0     | 0     | 0           | 0           | 3     | 0     |
| Клуби-04         | Итого            | Итого            | 3    | 0    | 0     | 0     | 0           | 0           | 3     | 0     |
| Кальмар          | Алльсвенскан     | 2022             | 0    | 0    | 1     | 0     | 0           | 0           | 1     | 0     |
| Кальмар          | Алльсвенскан     | 2023             | 1    | 0    | 0     | 0     | 0           | 0           | 1     | 0     |
| Кальмар          | Итого            | Итого            | 1    | 0    | 1     | 0     | 0           | 0           | 2     | 0     |
| Всего за карьеру | Всего за карьеру | Всего за карьеру | 4    | 0    | 1     | 0     | 0           | 0           | 5     | 0     |